# Triều Tiên
Triều Tiên (theo cách sử dụng tại Cộng hòa Dân chủ Nhân dân Triều Tiên: Chosŏn'gŭl: 조선, Hanja: 朝鮮, McCune–Reischauer: Chosǒn), Hàn Quốc (theo cách sử dụng tại Đại Hàn Dân Quốc: tiếng Hàn: 한국; Hanja: 韓國; Romaja: Hanguk), liên Triều (cách gọi mà một số phương tiện truyền thông tại Việt Nam sử dụng) hay Korea (theo cách sử dụng quốc tế bắt nguồn từ tên gọi Cao Ly) là một nền văn hóa và khu vực địa lý nằm trên bán đảo Triều Tiên thuộc khu vực Đông Á, giáp với Trung Quốc về phía tây bắc, Nga về hướng đông bắc và Nhật Bản ở phía đông nam qua eo biển Triều Tiên.
Hiện nay, Triều Tiên được chia ra thành hai chính thể: Cộng hòa Dân chủ Nhân dân Triều Tiên ở phía bắc là một quốc gia đơn đảng sử dụng thuyết Chủ thể làm nền tảng và Đại Hàn Dân Quốc ở phía nam là một nhà nước đa đảng theo thể chế Cộng hoà Tổng thống.
Là một trong những nền văn minh lâu đời nhất trên thế giới, Triều Tiên có lịch sử được ghi chép sớm nhất vào khoảng hơn 3000 năm. Trong thế kỷ thứ IV, họ đã bắt đầu sử dụng hệ thống chữ Hán và chịu ảnh hưởng của Phật Giáo, về sau, Nho Giáo của Khổng Tử và nhiều khía cạnh văn hóa khác du nhập từ Trung Hoa dần có ảnh hưởng sâu sắc đến xã hội này.
Sau khi thống nhất Tam Quốc vào năm 676, Triều Tiên giữ được độc lập về lãnh thổ, chính trị cũng như văn hóa cho đến khi bị Đế quốc Mông Cổ xâm lược trong thế kỷ XIII. Trong nhiều thế kỷ kế tiếp, Triều Tiên duy trì một liên minh gần gũi, thân cận với các triều đại phong kiến Trung Quốc, trong khi cũng đồng thời giữ gìn bản sắc của riêng mình.
Nền văn hóa Triều Tiên đã đem lại máy in, đồng hồ tự gõ đầu tiên, máy đo lượng nước mưa và tàu chiến bọc sắt. Văn hóa Triều Tiên đạt đến đỉnh cao trong thế kỷ XV, dưới thời Triều Tiên Thế Tông. Sau đó, đất nước rơi vào trì trệ, suy thoái vào giai đoạn sau của nhà Triều Tiên và đến cuối thế kỷ XIX thì bắt đầu bị các đế quốc thực dân phương Tây dòm ngó.
Năm 1910, Triều Tiên bị Đế quốc Nhật Bản sáp nhập và trở thành thuộc địa của người Nhật cho đến giai đoạn cuối của Chiến tranh thế giới thứ hai. Sau khi Nhật Bản đầu hàng, bán đảo được quân đội Đồng Minh giải phóng, tuy nhiên, các lực lượng quân sự của Liên Xô và Hoa Kỳ đã không thể tìm kiếm thành công một phương án đồng ủy trị cho nơi đây. Cuối cùng, hai quốc gia lần lượt lập nên những chính phủ trung thành với ý thức hệ của họ, dẫn đến hệ quả là Chiến tranh Triều Tiên (1950-1953) và sự chia cắt vĩnh viễn của bán đảo này. Hiện nay, hai miền đang nỗ lực đàm phán và đối thoại nhằm tiến tới hòa bình lâu dài cũng như tái thống nhất.

## Tên gọi
Tên gọi "Korea" xuất phát từ thời kỳ Cao Ly trong lịch sử Triều Tiên và cũng xuất phát từ nhà nước Cao Câu Ly. Ngày nay, tên gọi "Korea" được quốc tế sử dụng để chỉ đến cả hai nước của Triều Tiên. Tại nước Việt Nam, khu vực này được gọi chính thức với danh xưng là "bán đảo Triều Tiên".

## Địa lý

Vị trí Triều Tiên

Triều Tiên nằm trên Bán đảo Triều Tiên tại đông bắc châu Á, có biên giới trên bộ với 2 quốc gia (Trung Quốc, Nga) và 3 biển. Ở phía tây bắc, Áp Lục Giang chia Triều Tiên ra khỏi Trung Quốc và về hướng bắc, Đồ Môn Giang tách Triều Tiên từ Nga. Hoàng Hải nằm tại hướng tây, biển Hoa Đông ở phía nam, và Biển Nhật Bản ở hướng đông. Tổng diện tích của Triều tiên là 219,155 km². Các đảo đáng kể gồm có Jeju, Ulleungdo.
Phần phía nam và phía tây của vùng đất lục địa Triều Tiên là những đồng bằng phát triển, trong khi phần phía tây và phía bắc có nhiều đồi núi. Núi cao nhất Triều Tiên là núi Bạch Đầu (Baekdu) (2744 m, Trung Quốc gọi là "núi Trường Bạch"). Biên giới với Trung Quốc chạy qua dãy núi này. Phần kéo dài về phía nam của núi Bạch Đầu là một cao nguyên gọi là cao nguyên Kaema. Cao nguyên này chủ yếu được nâng lên vào thời Đại Tân Sinh và một phần bị bao phủ bởi tro núi lửa. Về phía nam của Gaema Gowon, nhiều dãy núi kế tiếp toạ lạc dọc theo bờ biển phía đông của bán đảo Triều Tiên. Những dãy núi này được đặt tên là Baekdudaegan (Bạch Đầu đại cán). Một số núi quan trọng bao gồm Sobaeksan (2.184 m), Baeksan (1.724 m), Kim Cương sơn (1.638 m), Seoraksan (1.708 m), Taebaeksan (1.567 m) và Jirisan (1.915 m). Có một số núi thấp hơn, những dãy núi thứ hai có hướng gần như vuông góc với hướng núi Baekdudaegan. Chúng phát triển dọc theo đường nối lục địa thời Đại Trung Sinh và hướng của chúng là tây bắc và tây tây bắc.
Tương phản với những dãy núi cổ trên lục địa, một số đảo quan trọng của Triều Tiên được hình thành bởi các hoạt động núi lửa trong thời Đại Tân Sinh gần đây. Đảo Jeju, tọa lạc xa về phía nam của bán đảo Triều Tiên, là một đảo núi lửa lớn với núi chính là Hallasan (1950 m). Ulleungdo là đảo núi lửa trên Biển Nhật Bản, mà thành phần có nhiều felsic hơn Jeju. Những đảo núi lửa có xu hướng trẻ hơn đối với các núi di chuyển về phía tây.
Bởi vì những vùng núi có hướng ngả về phần đông của bán đảo, những con sông lớn có xu hướng chảy về phía tây. Hai trường hợp ngoại lệ là sông Nakdong và sông Seomjin chảy về phía nam. Các con sông quan trọng chảy về phía tây bao gồm sông Áp Lục, sông Chongchon, sông Đại Đồng, sông Hán, sông Geum và sông Yeongsan. Những con sông này làm ngập các đồng bằng và cung cấp một môi trường lý tưởng cho việc trồng lúa.
Phía nam và tây nam bờ biển của bán đảo Triều Tiên là đường bờ biển Lias khá phát triển. Nó được biết đến như là Dadohae trong tiếng Triều Tiên. Đường bờ biển phức tạp tạo ra những biển ôn hòa và môi trường biển tĩnh lặng cho phép tàu thuyền đi lại an toàn, đánh cá và trồng rong biển. Thêm vào đường bờ biển phức tạp, bờ phía tây của bán đảo Triều Tiên có cường độ thủy triều rất cao (tại Incheon, khoảng giữa bờ biển phía tây, nó cao đến 9 m). Những tấm chắn thủy triều lớn đang được phát triển trên bờ biển phía nam và tây của bán đảo Triều Tiên.

## Lịch sử

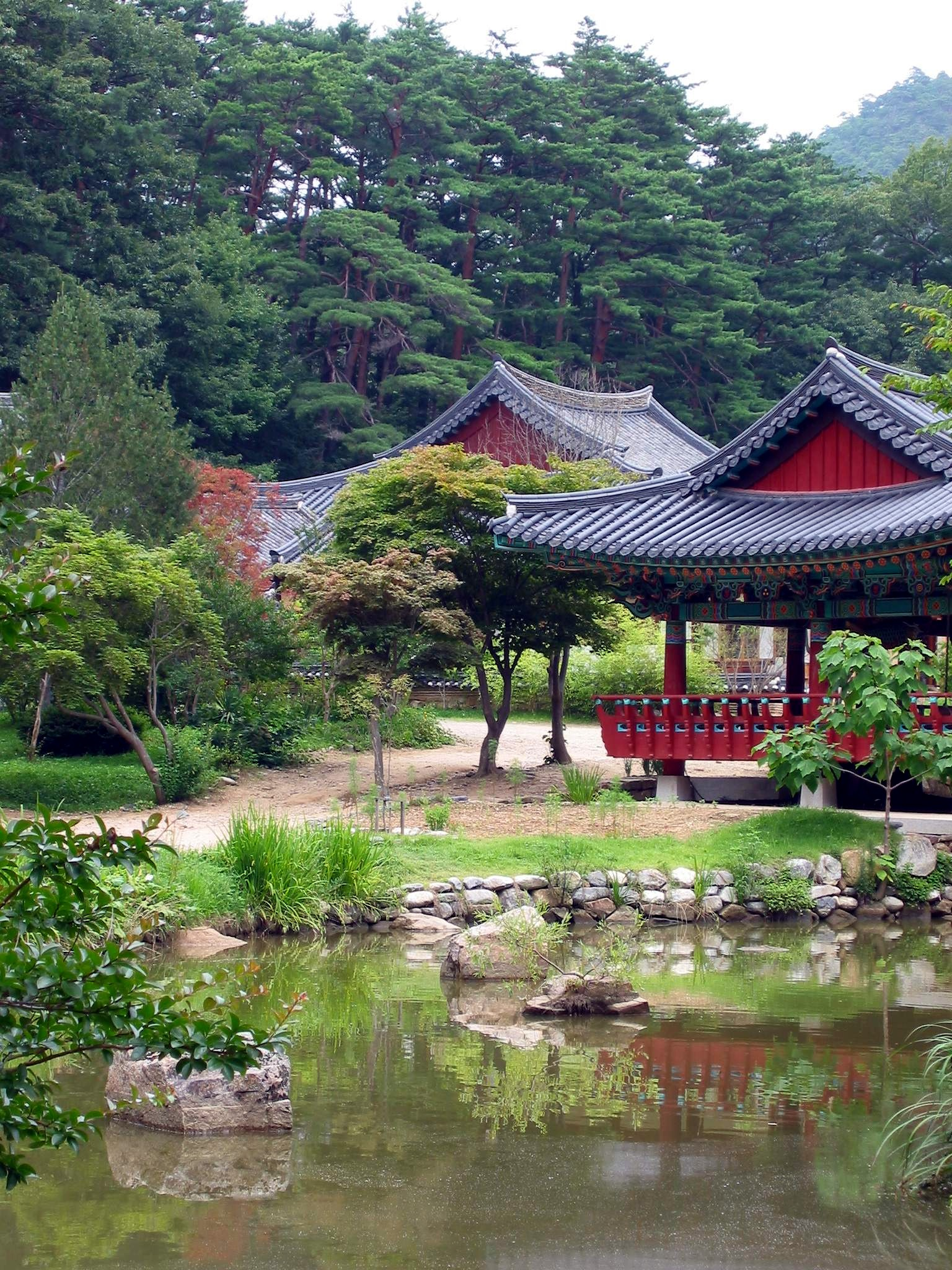
Buryeongsa

Đã có bằng chứng khảo cổ cho thấy loài người đã sống trên bán đảo Triều Tiên khoảng 700.000 năm trước, trong thời kỳ Hạ Đồ đá cũ. Đồ gốm Triều Tiên cổ xưa nhất có từ khoảng năm 7000 TCN, và thời kỳ Đồ đá mới bắt đầu khoảng năm 6000 TCN. Thời kỳ đồ gốm Trất Văn kéo dài từ 3500 TCN đến 2000 TCN.

### Cổ Triều Tiên
Theo sự tích Đàn Quân, Triều Tiên được thành lập năm 2333 TCN. Quốc gia này được biết đến với tên Triều Tiên, thường được gọi là Cổ Triều Tiên để phân biệt với nhà Triều Tiên. Các nhà khảo cổ đã khai quật được các đồ tạo tác của Cổ Triều Tiên và các thành cổ khắp Triều Tiên và miền nam Mãn Châu.
Các tài liệu khảo cổ và sử sách cho biết nó có thể được thành lập từ một liên minh của các thành thành một nhà nước tập trung vào giữa thế kỷ VII và IV TCN, khi nó tự xưng là một vương triều và tuyên chiến với nhà Chu. Năm 108 TCN, nhà Hán tại Trung Quốc đã đánh bại Cổ Triều Tiên và lập ra 4 quận tại miền bắc Triều Tiên (kể cả một quận gần Bình Nhưỡng) và Mãn Châu chủ yếu để làm tiền đồn buôn bán. Đến 75 TCN, ba trong bốn quận đã bị thất thủ, nhưng còn một quận nằm dưới sự cai trị của nhà Hán cho tới năm 313.
Một quốc gia với tên gọi Thìn Quốc tồn tại ở miền nam Triều Tiên trước khi Cổ Triều Tiên bị sụp đổ. Tuy rất ít được biết về tổ chức chính trị của quốc gia này, các tạo tác bằng đồng thiếc từ thế kỷ III và II trước Công Nguyên đã được khai quật trong khu vực. Tam Hàn, ba liên minh có nguồn gốc từ Thìn, thay nước Thìn. Tại miền bắc, quốc gia Cao Câu Ly đã thống nhất Phù Dư, Ốc Trở và Đông Uế trong lãnh thổ Cổ Triều Tiên trước kia, và tiêu diệt quận của người Hán vào năm 313.

### Tam Quốc

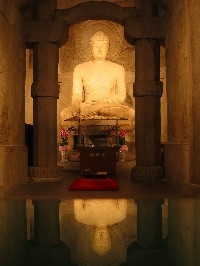
Thạch Quật Am, thời kỳ Tân La Thống nhất

Ba nước Cao Câu Ly, Tân La và Bách Tế (hai nước sau phát sinh từ Tam Hàn) giành quyền với nhau và thâu tính các quốc gia nhỏ hơn trong khu vực. Tổ chức nhà nước tinh vi được phát triển dưới dạng Khổng giáo và Phật giáo.
Cao Câu Ly là nước mạnh nhất, nhưng luôn giao chiến với nhà Tùy và nhà Đường tại Trung Quốc. Trong thế kỷ thứ VII, Tùy Dạng Đế đã đem 100 vạn quân qua xâm lấn Cao Câu Ly. Tuy nhiên, người Triều Tiên, dưới sự chỉ huy của tướng Eulji Mundeok (Ất Chi Văn Đức) đã đánh bại quân Hán. Việc này đã dẫn đến sự sụp đổ của nhà Tùy. Nhà Đường cũng tiếp tục giao chiến với Cao Câu Ly.
Tuy là nước lạc hậu nhất trong lĩnh vực văn hóa trong Tam Quốc, Tân La có một truyền thống quân sự xung quanh các chiến sĩ được gọi là hoa lang (hwarang). Thoạt tiên Tân La sáp nhập khối Già Da (Gaya), rồi liên minh với nhà Đường để thâu tính Bách Tế và, sau này, Cao Câu Ly. Việc này tạo ra nhà nước thống nhất đầu tiên tại Triều Tiên, thường được gọi là Tân La Thống nhất.

### Bột Hải và Tân La Thống nhất
Tân La cuối cùng đuổi được quân nhà Đường ra khỏi lãnh thổ Cao Câu Ly. Vì lẽ đó, đến thế kỷ thứ VIII, Tân La đã quản lý hầu hết bán đảo Triều Tiên và vì thế được gọi là Tân La Thống nhất. Đến cuối thế kỷ thứ IX, Tân La Thống nhất sụp đổ và thời Hậu Tam Quốc bắt đầu.
Sau khi Cao Câu Ly sụp đổ, tướng Đại Tộ Vinh (Dae Joyeong) lãnh đạo quân dân đến khu vực Cát Lâm của Mãn Châu. Vị tướng này thành lập nước Bột Hải như nhà nước tiếp kế Cao Câu Ly và giành lại được khu vực miền bắc bị mất. Cuối cùng, lãnh thổ Bội Hải đã trải dài từ Tùng Hoa Giang và Hắc Long Giang ở miền bắc Mãn Châu đến các tỉnh miền bắc Triều Tiên. Trong thế kỷ thứ X, Bột Hải đã bị người Khiết Đan chiếm đóng.

### Triều đại Cao Ly (918-1392)

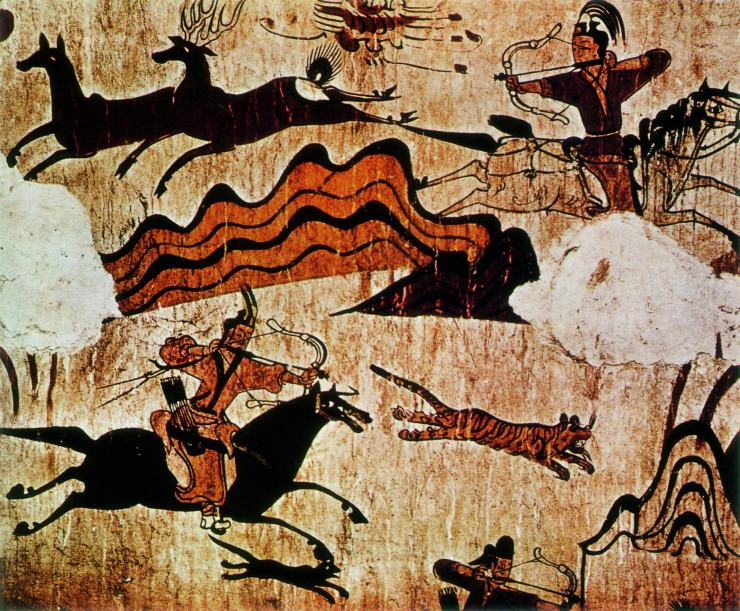
Tranh tường của triều Cao Ly

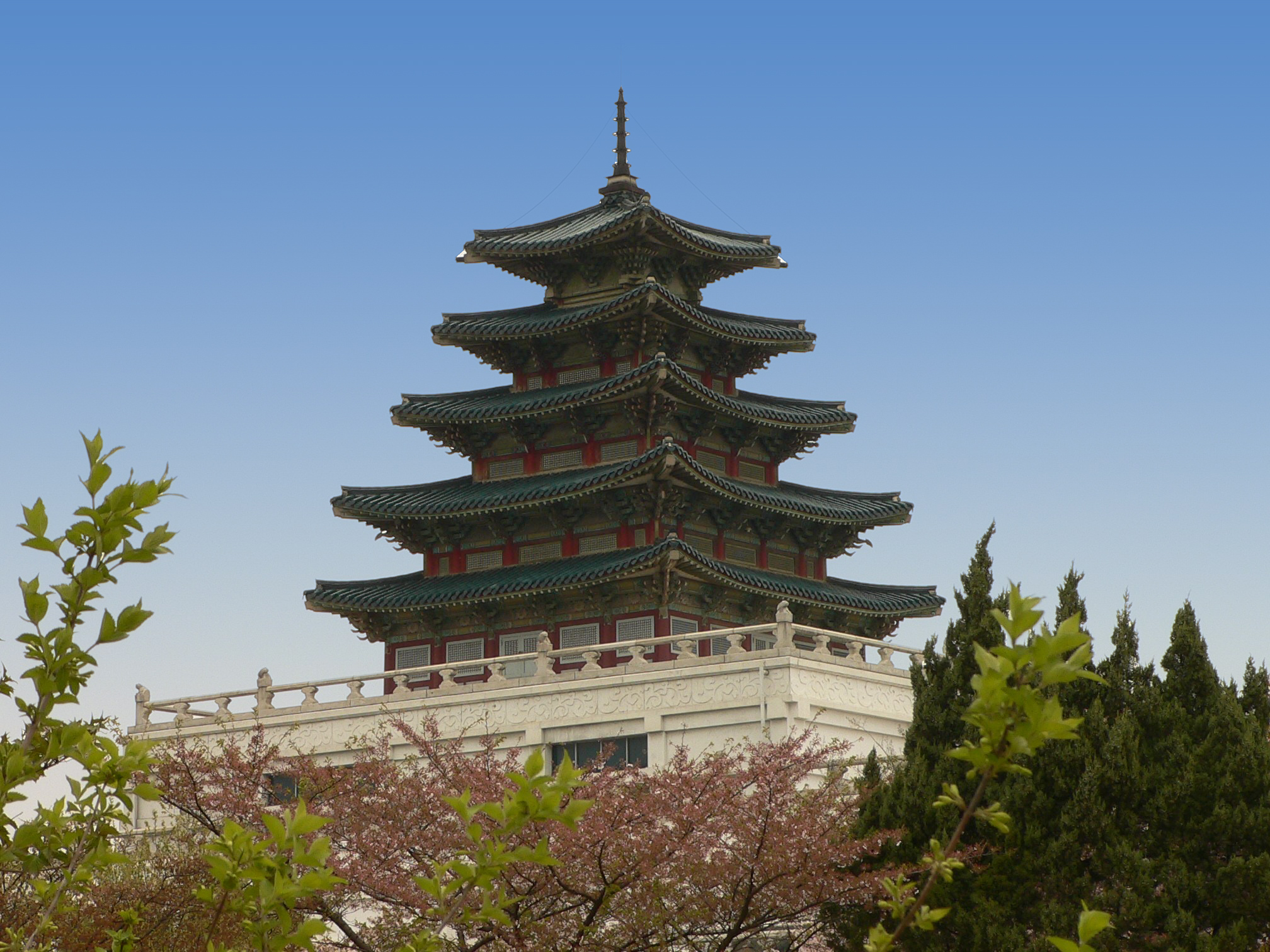
Chùa tại Triều Tiên

Vương triều Cao Ly thay thế Tân La Thống nhất. Nhiều vương thân từ nước Bột Hải cũng tham gia vào quốc gia mới này, có lãnh thổ rộng hơn bán đảo Triều Tiên (xem Gian Đảo, nay dưới sự quản lý của Trung Quốc). Trong thời kỳ này, luật pháp đã được soạn ra, một hệ thống quan lại cũng ra mắt vào thời điểm này, và Phật giáo trở thành thịnh hành tại Triều Tiên.
Trong thế kỷ thứ X và XI, Triều Tiên tiếp tục bị người Nữ Chân và Khiết Đan tấn công tại biên giới phía bắc. Xung đột giữa các quan lại văn và võ ngày càng tăng khi các quan võ bị hạ thấp địa vị và được trả tiền ít hơn. Việc này khiến nhiều tướng cầm quân nổi loạn và một số khác di cư tại nơi khác.
Trong năm 1238, quân Mông Cổ xâm chiếm Triều Tiên. Sau gần 30 năm kháng chiến, Triều Tiên tiêu tàn và hai nước ký hiệp ước có lợi cho Mông Cổ. Dưới sự điều khiển của Mông Cổ, Cao Ly tham gia vào hai cuộc xâm chiếm Nhật Bản không thành. Trong thập niên 1340, Đế quốc Mông Cổ bị nhanh chóng suy sụp vì có xung đột nội bộ. Lúc này Triều Tiên có thể cải cách chính trị mà không bị Mông Cổ quấy rối. Vào thời điểm này, tướng Lý Thành Quế (Yi Seong-gye) lập danh cho mình bằng cách đánh đuổi hải tặc Nhật Bản, được gọi là Uy khấu (giặc lùn), đã cướp bóc từ các tàu lái buôn của Trung Quốc và Triều Tiên và tàn phá bờ biển Triều Tiên.

### Triều đại Triều Tiên (1392-1910)
Năm 1392, Ly Thành Quế thành lập nhà Triều Tiên (Joseon), dời thủ đô đến Hán Thành (Hanseong, nay là Seoul). Trong 200 năm đầu của triều đại này, lãnh thổ miền Bắc được thêm vào, diện tích đất trồng trọt được tăng gấp hai, khoa học và kỹ thuật phát triển, chữ viết mới Hangul phù hợp với tiếng Triều Tiên được sáng chế, và nhiều sách vở về giáo dục cơ bản được xuất bản, trong khi hiến pháp và luật pháp được hoàn thành.
Trong cuối thập niên 1590, Nhật Bản hai lần xâm lăng Triều Tiên nhưng không thành, gây ra nhiều sự tàn phá. Những người xâm lược đốt hết những gì họ không đem về Nhật Bản được và nhiều tạo tác văn hóa bị mất tích. Với sự giúp đỡ của quân Minh và tàu chiến bọc sắc của đô đốc Lý Thuấn Thần (Yi Sunsin), quân Triều Tiên đẩy lùi được quân Nhật.
Tuy thế, sau sự xâm lăng của Nhật Bản, trong thập niên 1620 và 1630 nhà Triều Tiên không thể kháng cự quân Mãn Châu. Cuối cùng nó phải công nhận nhà Thanh là triều đại tại Trung Quốc. Sau đó Triều Tiên được hai thế kỷ hoà bình. Quốc gia này đã cách ly với thế giới bên ngoài vào thời điểm này và được gọi là "Vương triều ẩn dật".
Nhà Triều Tiên được cho là triều đại cai trị lâu dài nhất tại Đông Á.

### Nhật Bản chiếm đóng
Bắt đầu từ đầu thập niên 1870, Nhật Bản bắt đầu cưỡng bức Triều Tiên ra khỏi khu vực ảnh hưởng của Trung Quốc và vào khu vực của Nhật. Năm 1895, Hoàng hậu Minh Thành (Myeongseong) bị quân Nhật dưới sự chỉ đạo của Miura Goro ám sát. Sau Chiến tranh Trung-Nhật và Chiến tranh Nga-Nhật, Nhật Bản giành được ưu thế tại Triều Tiên. Năm 1910, Nhật Bản cưỡng bức Triều Tiên ký Điều ước Sáp nhập Hàn-Nhật.
Sự cai trị của Nhật rất tàn bạo và nhiều người Triều Tiên đã kháng cự, cuối cùng dẫn đến phong trào đòi độc lập. Phong trào này đã bị Nhật đàn áp dã man và hàng ngàn người đã bị Nhật giết hại.
Trong Chiến tranh thế giới thứ hai, nhiều người Triều Tiên đã bị cưỡng bức hỗ trợ nỗ lực chiến tranh của Nhật. Hàng vạn người đàn ông đã bị bắt đi lính trong quân đội Nhật, trong khi đến 200.000 phụ nữ đã bị cưỡng bức lao động hay làm nô lệ tình dục, được gọi là "úy an phụ" (慰安婦, 위안부). Khoảng 60.000 người Triều Tiên làm việc trong hầm mỏ đã bị thiệt mạng giữa 1939 và 1945, và vô số khác bị dùng làm thí nghiệm cho Đơn vị 731.
Thái độ bài Nhật vẫn còn mạnh mẽ tại Triều Tiên, đặc biệt là trong thế hệ già, vì họ tin rằng Nhật Bản không tỏ ra hối hận cho những điều sai trái này.

### Đất nước chia cắt
Sau khi Nhật Bản đầu hàng vào ngày 2 tháng 9 năm 1945, chính phủ đế quốc Nhật được thay thế bởi sự hiện diện của Hoa Kỳ và Liên Xô. Liên Xô ủng hộ chính quyền miền bắc, đồng thời cũng có quan hệ với Trung Quốc; Hoa Kỳ có quan hệ gần gũi với chính quyền ở miền nam, giúp đỡ những người có kinh nghiệm dưới thời Nhật lên cầm quyền và đàn áp những người cộng sản. Người Triều Tiên bị chia rẽ: những người tay sai Nhật thiếu sự tín nhiệm của người dân, nhưng họ có nhiều kinh nghiệm và giữ quyền. Chủ nghĩa cộng sản ngày càng thâm nhập vào Triều Tiên và những người Triều Tiên đã từng chiến đấu chống Nhật cùng với Trung Quốc được nhiều quyền lực và danh tiếng.

### Chiến tranh Triều Tiên và hy vọng tái thống nhất
Theo một số nhà khoa học chính trị, Chiến tranh Triều Tiên là kết quả trực tiếp của chính sách toàn cầu của Hoa Kỳ. Hoa Kỳ đã ủng hộ những người theo chủ nghĩa chống cộng, hậu thuẫn quân đội Đại Hàn Dân Quốc, và ảnh hưởng Liên Hợp Quốc để ủng hộ quân đội này. Trong năm 1945, sau Chiến tranh thế giới thứ hai, Liên Hợp Quốc dự định tạo ra một chính quyền ủy nhiệm, Hoa Kỳ điều khiển bán đảo này phía nam vĩ tuyến 38 và Liên Xô điều khiển phía bắc. Tình thế chính trị của Chiến tranh Lạnh đã dẫn đến sự hình thành của hai chính phủ.
Tuy nhiên, sau khi Mỹ rời khỏi Hàn Quốc và chỉ để lại một số cố vấn, Triều Tiên đưa quân đội vượt vĩ tuyến 38 nhằm mục đích thống nhất đất nước. Chiến tranh bắt đầu vào tháng 6 năm 1950 và diễn tiến đến năm 1953. Hoa Kỳ hậu thuẫn miền nam và Trung Quốc hậu thuẫn miền bắc. Hàng triệu người Triều Tiên bị thiệt mạng. Sau ba năm dữ dội, chiến tranh kết thúc với một hiệp ước đình chiến, và ranh giới của hai nước trở lại gần như cũ. Hai nước vẫn chưa ký hiệp ước hòa bình. Cả hai bên đều tuyên bố thống nhất là mục đích cuối của họ.
Từ thập niên 1990, với chính quyền ở Hàn Quốc ngày càng tự do hơn, cũng như sau sự qua đời của lãnh tụ CHDCND Triều Tiên Kim Nhật Thành, hai bên đã có những bước tiến đến cộng tác, trong các cuộc thi thể thao quốc tế, việc đoàn tụ thân nhân, kinh tế và du lịch.
Gần đây, trong nỗ lực hòa hảo, hai quốc gia đã chọn một Cờ Thống nhất. Lá cờ này tượng trưng cho Triều Tiên trong các cuộc thi thể thao quốc tế.

## Nhân khẩu
Triều Tiên được định cư bởi một sắc tộc thuần nhất là người Triều Tiên. Họ sử dụng một ngôn ngữ riêng là tiếng Triều Tiên và hệ thống chữ viết đặc thù Hangul.
Sắc tộc thiểu số sinh sống trên bán đảo Triều Tiên có thể kể tới người Hoa (khoảng gần 20.000) ( Lưu trữ ngày 9 tháng 5 năm 2007 tại Wayback Machine) chủ yếu ở Hàn Quốc. Ngoài ra có một vài nhóm cộng đồng người gốc Hoa và gốc Nhật được cho là còn định cư ở phía bắc Triều Tiên  Lưu trữ ngày 9 tháng 5 năm 2007 tại Wayback Machine).
Lực lượng lao động nước ngoài ở Hàn Quốc chủ yếu bao gồm những lao động đến từ các nước như Bangladesh, Pakistan, Philippines và Việt Nam, tổng cộng khoảng hơn nửa triệu. Cũng có thể kể tới hơn 10.000 người Mỹ, Úc, Anh, Canada, Ireland làm công tác giảng dạy tiếng Anh tại đây. Và khoảng 30.000 lính Mỹ đồn trú thường trực trên lãnh thổ phía Nam Hàn Quốc.
Tổng dân số trên bán đảo Triều Tiên tính đến ngày 31 tháng 12 năm 2022 là 77,377,377 người.
Ngôn ngữ Hangul: Chữ số Triều Tiên, Tên Triều Tiên, Tiếng Triều Tiên

## Khoa học và kỹ thuật

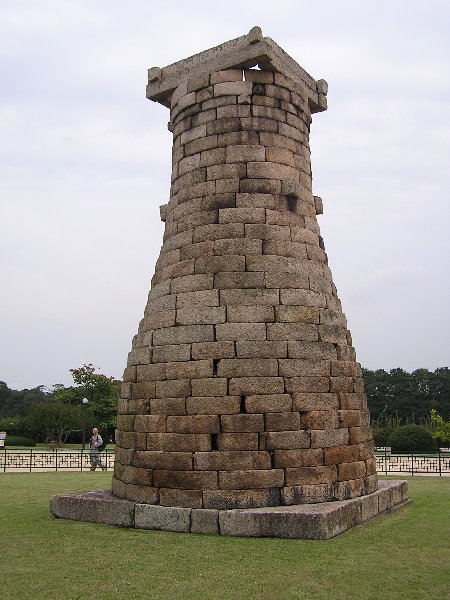
Chiêm tinh đài, đài quan sát thiên văn xưa nhất tại Đông Á còn tồn tại

Một trong những di tích nổi tiếng nhất trong lịch sử khoa học và kỹ thuật của Triều Tiên là Chiêm tinh đài (Cheomseongdae), một đài quan sát thiên văn cao 9 mét xây dựng vào năm 633. Nó phục vụ như là một trong những trạm quan sát thiên văn cổ xưa nhất của thế giới.
Tài liệu được in ấn xưa nhất trên thế giới là một quyển kinh Phật in tại Triều Tiên vào khoảng 750-751. Bản in bằng kim loại di chuyển được phát minh ở Triều Tiên vào năm 1232, trước khi Johann Gutenberg phát triển bản in chữ bằng kim loại (Cumings 1997: 65). Mặc dù người Triều Tiên sử dụng các khuôn in bằng gỗ vào năm 751, đây là một phát triển đáng kể trong việc in ấn cho phép tiếp tục sử dụng một khuôn in cũ. Hangul, một trong những ngôn ngữ phiên âm khoa học nhất thế giới, được tạo ra bởi vua Thế Tông vào năm 1443. Một trong những đồng hồ nước tự động đầu tiên trên thế giới được sáng chế năm 1434 bởi Chang Yong-sil, người sau này phát triển các loại đồng hồ nước phức tạp hơn với các thiết bị thiên văn, đo nước, đo lượng mưa.
Trong suốt thời đại nhà Triều Tiên, tơ lụa Triều Tiên được đánh giá cao bởi Trung Quốc và đồ gốm Triều Tiên tráng men xanh có giá trị cao ở Nhật. Người Trung Quốc nghĩ rằng đồ sành sứ Triều Tiên có chất lượng cao, nhưng điều này chỉ đúng cho đến hết triều đại Cao Ly. Trong suốt giai đoạn này, Triều Tiên đạt được nhiều tiến bộ trong các nghệ thuật và đồ thủ công truyền thống, chẳng hạn như men sứ trắng, tơ lụa mịn và giấy. Cũng trong thời gian này, tàu chiến bọc sắt đầu tiên trên thế giới, Geobukseon (hay "Tàu con rùa"), được phát minh.
Tuy nhiên, sự ngưng trệ bắt đầu xảy ra trong thời gian sau của triều đại Joseon và Triều Tiên trở nên lạc hậu so với phương Tây.
Ngày nay, Đại Hàn Dân Quốc dẫn đầu thế giới với số lượng kết nối mạng Internet tốc độ cao tính trên đầu người. Hàn Quốc cũng là nhà sản xuất lớn các sản phẩm công nghệ cao như điện thoại di động và màn ảnh plasma. Hàn Quốc cũng chỉ đứng thứ hai trên thế giới trong việc sử dụng các kỹ thuật tiêu thụ mới, chỉ sau Đài Loan. CHDCND Triều Tiên (hay còn được gọi là Bắc Triều Tiên) tiếp tục sử dụng hầu hết các kỹ thuật từ thập niên 1960 và thập niên 1970.

## Văn hóa

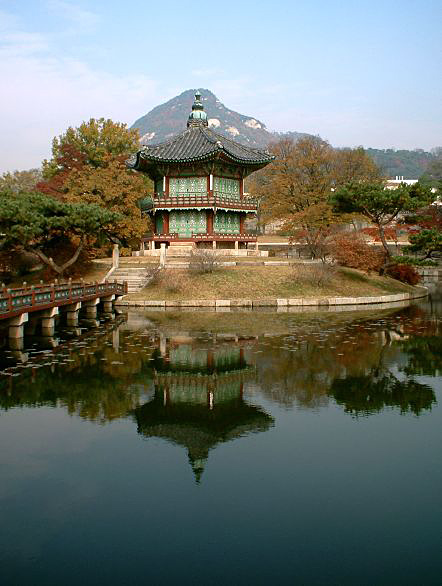
Cảnh Phúc Cung

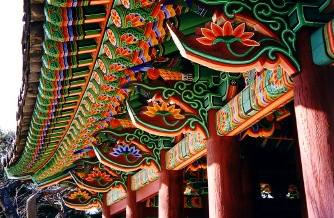
Kiến trúc Phật giáo Triều Tiên

Trong các sách Trung Hoa cổ, Triều Tiên được nhắc đến như là "Cẩm tú giang sơn" (금수강산, 錦繡江山) và "Đông phương lễ nghi chi quốc" (동방예의지국, 東方禮儀之國). Trong suốt thế kỉ thứ VII và thứ VIII, buôn bán thương mại đường bộ và đường thủy nối Triều Tiên với Ả Rập Xê Út. Xưa nhất là từ năm 845, những thương Ả Rập đề cập Triều Tiên với câu nói "Phía bên kia biển qua khỏi Trung Quốc là một đất nước nhiều đồi núi gọi là Tân La (신라,新羅), giàu vàng. Các tín đồ Hồi giáo từng đặt chân đến đây đã bị đất nước này quyến rũ đến nỗi mà họ ở lại luôn nơi đó và không muốn rời đi."
Theo sử sách Nhật Bản, các học giả Triều Tiên đã giới thiệu kiến thức và kỹ thuật của Trung Quốc, kể chữ Hán và những tác phẩm kinh điển, như Luận ngữ, vào Nhật Bản. Vào năm 554, một vương quốc Triều Tiên tên là Bách Tế gửi bác sĩ, chuyên gia dược thảo và làm lịch và thầy tu đến Nhật Bản; và năm 602, một sư Bách Tế tên là Kwalluk được gửi đi để đem các sách về thiên văn học, làm lịch, địa lý và tôn giáo.
Những hội hè Triều Tiên thường phô diễn nhiều màu sắc sặc sỡ, được gán cho những ảnh hưởng từ Mông Cổ: đỏ sáng, vàng và xanh thường đánh dấu những nét truyền thống của Triều Tiên. Những màu sắc tươi sáng đôi khi được thể hiện ở trang phục truyền thống hanbok.
Một đặc điểm của văn hóa Triều Tiên còn có địa vị chính thức là hệ thống tính tuổi với cách tính giống với tuổi mụ của Việt Nam. Trẻ vừa sinh ra được xem là một tuổi, vì người Triều Tiên nghĩ thời kỳ mang thai như là một năm cuộc sống của trẻ, và tuổi tác sẽ tăng vào ngày đầu năm thay vì vào ngày kỉ niệm sinh nhật. Do đó, một người sinh ra ngay trước ngày đầu năm mới chỉ được vài ngày tuổi theo cách tính của phương Tây, nhưng là hai tuổi tại Triều Tiên. Theo đó, tuổi trên giấy tờ của ngườiTriều Tiên (ít nhất là giữa những người Triều Tiên cùng độ tuổi) sẽ nhiều hơn một hoặc hai năm so với tuổi theo cách tính của phương Tây. Tuy nhiên, cách tính của phương Tây đôi khi được áp dụng trong các khái niệm về tuổi hợp pháp, ví dụ, tuổi hợp pháp để mua rượu hoặc thuốc lá tại Triều Tiên là 19 được xác định theo cách tính của phương Tây là 18 tuổi.
Hàn Quốc có chung nền văn hoá truyền thống với CHDCND Triều Tiên.

### Tôn giáo

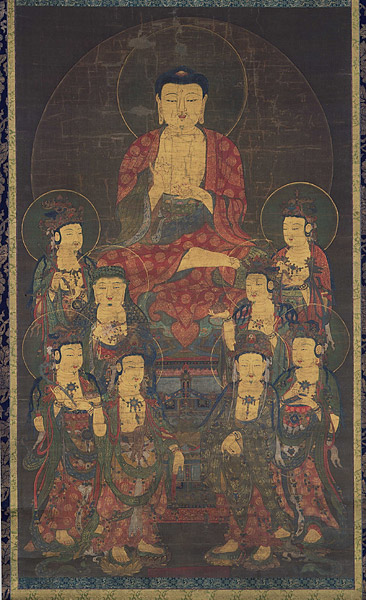
Tác phẩm Phật tổ và tám vị bồ tát trên tranh vải từ triều đại nhà Cao Ly vào thế kỷ XIV

Truyền thống Khổng giáo đã thống trị ý nghĩ của người Triều Tiên, cùng với các đóng góp của Phật giáo, Đạo giáo và Shaman giáo. Tuy nhiên, từ giữa thế kỉ XX Cơ Đốc giáo đã cạnh tranh với Phật giáo để trở thành một ảnh hưởng tôn giáo chính ở Nam Triều Tiên, trong khi đó hoạt động tôn giáo bị áp chế ở Triều Tiên.
Trong suốt chiều dày lịch sử và nền văn hóa Hàn Quốc, bất chấp bị chia rẽ, ảnh hưởng tín ngưỡng truyền thống của Saman giáo Hàn Quốc, Phật giáo Đại thừa, Khổng giáo và Đạo giáo vẫn là một tôn giáo cơ bản của người dân Hàn Quốc, đóng vai trò như một khía cạnh quan trọng trong nền văn hóa dân tộc. Tất cả các truyền thống này đã cùng tồn tại hòa bình từ hàng trăm năm trước đến nay bất kể xu hướng Âu hóa mạnh mẽ từ phương Tây của quá trình chuyển đổi truyền giáo Cơ đốc ở miền Nam hay áp lực từ chính phủ Cộng sản Chủ Thể ở miền Bắc.
Theo số liệu thống kê đến năm 2005 do chính phủ Hàn Quốc cung cấp, có khoảng 46% của công dân cho biết không theo tôn giáo nào. Người theo đạo Cơ đốc chiếm 29,2% dân số (trong số đó là đạo Tin Lành 18,3%, Công giáo 10,9%) và 22,8% là Phật tử.
Tại Hàn Quốc có khoảng 45.000 người bản địa theo Hồi giáo (khoảng 0,09% dân số), bổ sung vào con số 100.000 lao động nước ngoài từ các quốc gia Hồi giáo.

### Giáo dục
Người Triều Tiên coi trọng học thức và ưu đãi giáo dục và học hỏi các kinh điển Trung Quốc; những đứa bé lưỡng ban được giáo dục kỹ bằng chữ Hán. Cho đến thời hiện đại, người Triều Tiên đặt nặng vào địa vị cha truyền con nối. Cho đến thế kỉ thứ X, "địa vị cốt lõi" của một người đàn ông (xác định bởi thứ bậc của cha và mẹ anh ta) định ra vị trí xã hội của anh ta và vị trí nào trong nhà nước anh ta được chỉ định. Từ thế kỉ thứ X đến hết thế kỉ XIX, vị trí xã hội của cha và mẹ của anh quyết định các kì thi dân sự, nếu có, anh có thể tham dự nhưng không bảo đảm sẽ có được vị trí đó.

### Văn học
Văn học Triều Tiên được ghi lại trước khi triều đại Triều Tiên kết thúc được gọi là "Cổ điển" hay "Truyền thống". Văn học viết bằng Hán tự ra đời cùng thời điểm khi Chữ Hán của Trung Quốc du nhập vào bán đảo. Vào đầu thế kỷ thứ II trước Công nguyên, các nhà học giả Triều Tiên đã viết thơ theo phong cách cổ điển, phản ánh những tâm lý và trải nghiệm của người Triều Tiên thời gian đó. Văn học cổ điển Triều Tiên có nguồn gốc từ tín ngưỡng dân gian truyền thống và những câu chuyện dân gian của bán đảo. Văn học thời kỳ này chịu ảnh hưởng mạnh mẽ của Nho giáo, Phật giáo và Đạo giáo.
Văn học hiện đại thường gắn liền với sự phát triển của hệ chữ hangul, điều này giúp cho việc đọc viết chữ lúc đầu chỉ dành cho tầng lớp quý tộc sang người dân thường và phụ nữ. Tuy nhiên, mãi đến nửa sau thế kỷ XIX, hangul mới đạt đến vị trí thống trị trong văn học Triều Tiên, đem lại sự phát triển lớn mạnh cho nền văn học này. Điển hình như Sinsoseol là một tác phẩm tiểu thuyết được viết bằng hangul.
Chiến tranh Triều Tiên khiến văn học phát triển theo chiều hướng xoay quanh những vết thương và sự hỗn loạn của dân thường trong chiến tranh. Phần lớn các tài liệu sau chiến tranh ở Nam Triều Tiên đều đề cập đến cuộc sống hàng ngày của người dân bình thường và sự đấu tranh với nỗi đau chia cắt quốc gia quốc gia. Một vấn đề phổ biến khác của thời đại là sự sụp đổ của hệ thống giá trị truyền thống Hàn Quốc, khi phía Nam chạy theo sự hiện đại của nền văn hóa phương Tây, còn phía bắc vẫn giữ nguyên những giá trị truyền thống của Văn hóa Triều Tiên.

### Ẩm thực
Xem thêm: Lễ trà Triều Tiên, Món ăn triều đình Triều Tiên

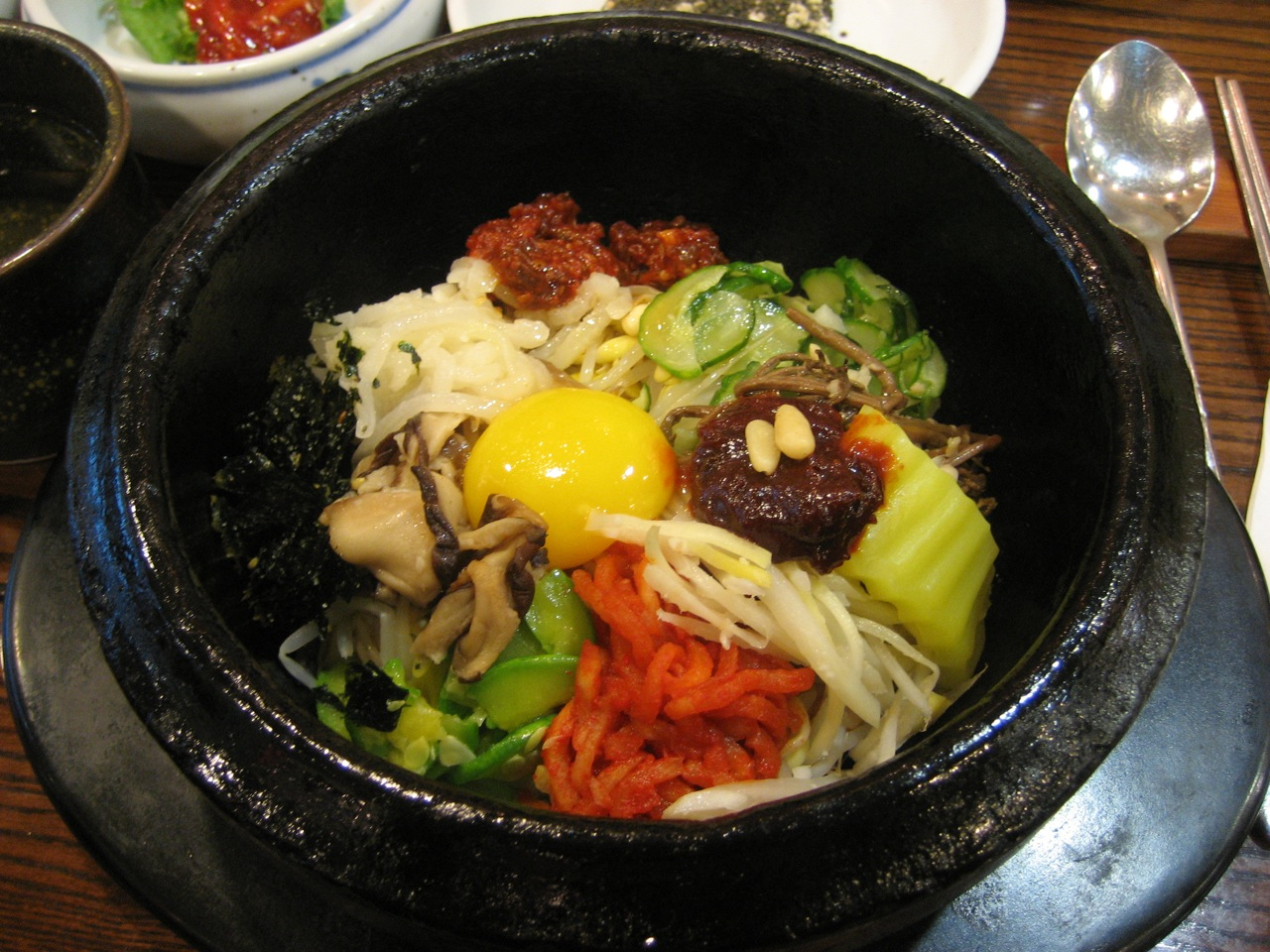
Bibimbab - cơm trộn Triều Tiên

Ẩm thực Triều Tiên có lẽ nổi tiếng nhất với món kim chi, một món ăn sử dụng quá trình lên men đặc biệt để bảo quản một số loại rau, trong đó phổ biến nhất là bắp cải. Đây là một loại thực phẩm lành mạnh vì nó cung cấp các vitamin và chất dinh dưỡng cần thiết. Gochujang (một loại nước sốt truyền thống Triều Tiên làm từ ớt đỏ) rất thông dụng, cũng như tương tiêu (hoặc ớt), là những món điển hình của nền ẩm thực nổi tiếng với vị cay ngon đẳng cấp.
Bulgogi (thịt nướng tẩm sốt, thường là thịt bò), galbi (xương sườn cắt khúc tẩm gia vị nướng) và món samgyeopsal (thịt lợn ở phần bụng) đều là những đặc sản từ thịt phổ biến. Cá cũng là một thực phẩm phổ biến, vì nó là loại thịt truyền thống mà người Triều Tiên hay dùng. Bữa ăn thường đi kèm với súp hoặc món hầm, chẳng hạn như galbitang (xương sườn hầm) và doenjang jjigae (canh súp đậu lên men). Giữa bàn ăn là đủ loại món ăn phụ gọi là banchan.
Các món ăn phổ biến khác gồm bibimbap - có nghĩa là "cơm trộn" (cơm trộn với thịt, rau, tương ớt đỏ) và naengmyeon (mì lạnh). Một món ăn nhanh phổ biến khác là kimbab, gồm cơm trộn với rau và thịt cuộn trong lớp rong biển. Tuy ngày càng có nhiều thành phần thức ăn được cuộn trong kimbab nhưng cá dù sống hoặc chín vẫn hiếm khi được sử dụng, có lẽ do nguồn gốc kimbap là một món ăn cầm tay hoặc món ăn nhanh có thể gói lại mang đi, trong khi đó cá có thể nhanh chóng hư hỏng nếu không được đông lạnh.
Mì ăn liền cũng là một loại thức ăn nhẹ rất phổ biến. Người Triều Tiên cũng thích dùng các loại thức ăn từ pojangmachas (bán dạo trên đường phố), ở đây người ta có thể mua tteokbokki (bánh gạo và bánh cá với nước sốt gochujang cay), khoai tây chiên mực và khoai lang tẩm. Soondae là loại một xúc xích làm bằng mì sợi trong suốt và huyết lợn cũng được rất nhiều người ưa thích.
Ngoài ra, một số món ăn nhẹ phổ biến khác bao gồm chocopie, bánh tôm, bbungtigi (bánh gạo giòn) và "nu lung ji" (cơm cháy nhẹ). Có thể ăn sống nu lung ji hoặc đun với nước để tạo ra một món canh. Nu lung ji cũng có thể được dùng như một món ăn nhanh hay món tráng miệng.

### Thể thao

Cờ Thống nhất

Hàn Quốc là nước chủ nhà trong Thế vận hội mùa hè 1988 ở Seoul, giúp thúc đẩy kinh tế nước này thông qua tăng cường du lịch và sự công nhận rộng rãi hơn của thế giới. Vào thời điểm đó, Triều Tiên tẩy chay sự kiện đó với lý do là họ không được mời làm nước đồng chủ nhà.
Một đội thống nhất dưới lá Cờ Thống nhất vào năm 1991 đã thi đấu trong giải Vô địch bóng bàn thế giới lần thứ 41 ở Chiba, Nhật Bản và trong Giải bóng đá trẻ thế giới lần thứ 6 ở Lisboa, Bồ Đào Nha. Một đội tuyển của toàn bộ Triều Tiên diễu hành dưới Cờ Thống nhất trong lễ khai mạc Thế vận hội mùa hè 2000 ở Sydney, Á vận hội 2002 ở Busan, Thế vận hội mùa hè 2004 ở Athena và Thế vận hội mùa đông 2006 ở Torino nhưng thi đấu riêng trong các sự kiện thể thao. Cũng như trong Á vận hội 2006, các viên chức Hàn Quốc đã công bố rằng cả hai nước sẽ thi đấu trong cùng một đội.
Vào mùa hè năm 2002, Giải vô địch bóng đá thế giới 2002 được tổ chức bởi Hàn Quốc và Nhật Bản trên 10 sân vận động của mỗi nước. Tuy nhiên hai nước Triều Tiên thi đấu như hai đội khác nhau. Đã có vài đề nghị là Triều Tiên nên đứng ra làm chủ nhà cho một hay hai trận, nhưng không có điều gì như thế đã xảy ra. Trong khi Hàn Quốc tự động được vào vòng chung kết vì là nước đồng chủ nhà và đã vào tận bán kết (xếp thứ 4) sau khi chơi rất tốt, Triều Tiên đã không qua được vòng loại khu vực châu Á (thuộc liên đoàn bóng đá châu Á) và không tham dự vòng chung kết.

### Điện ảnh
Điện ảnh bán đảo Triều Tiên là nền nghệ thuật và công nghiệp điện ảnh của Triều Tiên (tính cho đến trước năm 1945) và của hai nước Cộng hòa dân chủ nhân dân Triều Tiên - Hàn Quốc (kể từ năm 1945 đến nay). Chịu ảnh hưởng từ nhiều biến cố chính trị xảy ra trong suốt thế kỉ XX, từ giai đoạn Nhật Bản chiếm đóng Triều Tiên, Chiến tranh Triều Tiên đến giai đoạn chia cắt hai miền từ năm 1953 đến hiện tại, điện ảnh của nước Triều Tiên cũng có nhiều thăng trầm với lúc lắng xuống và lúc này thì dân tộc họ là đang hưng thịnh.